# M. Pokora
M. Pokora, pseudonimo di Matthieu Tota (Strasburgo, 26 settembre 1985), è un cantante francese di origini polacche.

## Biografia
Nato a Strasburgo, muove i primi passi nel mondo della musica militando per qualche tempo nel gruppo R&B francese Mic Unity. Nel 2003 partecipa, assieme alla boy band Linkup, alla terza edizione di Popstars. Dopo l'esperienza nel reality show la band pubblica il singolo Mon Étoile, che scala immediatamente le classifiche francesi.
Nel 2004 intraprende la carriera da solista, presentandosi come Matt Pokora e pubblicando un album che porta il suo nome. Il secondo singolo estratto dall'album, Elle me contrôle, ha un notevole successo, ma sempre limitato al circuito francese. Nel 2005 è stato costretto a cambiare il suo nome d'arte, dopo una causa legale con il cantante R&B francese Matt Houston, questo comportò anche la ripubblicazione del suo album, reintitolato M. Pokora.
Nel 2006 pubblica il suo secondo album intitolato Player, in seguito, nella seconda edizione dell'album viene inclusa la bonus track It's Alright, eseguita in duetto con Ricky Martin.
Nel 2008 pubblica il suo terzo album MP3, che vanta la collaborazione di produttori americani, tra cui Timbaland che partecipa al singolo di lancio Dangerous. Il 23 agosto 2010 viene pubblicato il suo quarto album, Mise à Jour, anticipato dal singolo Juste une photo de toi, e vince due NRJ Music Awards, nelle categorie "Francophone Male Artist of the Year" e "Francophone Song of the Year".
Nel 2011 vince il programma televisivo francese Danser avec les stars, versione francese di Ballando con le stelle.
Il quinto album in studio dal cantante francese M. Pokora, è stato pubblicato il 20 marzo 2012. Il singolo Juste Un Instant è stato distribuito come primo singolo il 30 gennaio 2012. Il secondo singolo intitolato On Est Là è stato commercializzato l'8 maggio 2012.
Nel 2020 sposa la sua compagna Cristina Milian con cui ha due bambini.

## Discografia

### Album studio
- 2003 - Notre étoile (con i Linkup)
- 2004 - M. Pokora
- 2006 - Player
- 2008 - MP3
- 2010 - Mise à Jour
- 2012 - À la poursuite du bonheur
- 2015 - R.E.D. (Rythmes Extrêmement Dangereux)
- 2016 - My Way
- 2019 - Pyramide

### Album live
- 2013 - À la poursuite du bonheur Tour - Live à Bercy
- 2016 - R.E.D. Tour / Live A L'accorhotel Arena
- 2017 - My Way Tour Live

### Singoli
- 2003 - Mon étoile (Linkup)
- 2004 - Une seconde d'éternité (Linkup)
- 2004 - You and Me Bubblin' (Linkup con i Blue)
- 2004 - Showbiz (The Battle)
- 2005 - Elle me contrôle (feat. Sweety)
- 2005 - Pas sans toi
- 2006 - De retour (feat. Tyron Carter)
- 2006 - It's Alright (duetto con Ricky Martin)
- 2006 - Oh la la la (Sexy Miss) (feat. Red Rat)
- 2006 - Mal de guerre
- 2008 - Dangerous (feat. Timbaland & Sebastian)
- 2008 - They Talk Shit About Me (feat. Verbz)
- 2008 - Catch Me If You Can
- 2009 - Through the Eyes
- 2010 - Juste Une Photo De Toi
- 2010 - Mirage
- 2012 - Juste Un Instant
- 2012 - On Est Là
- 2012 - Merci D'Être
- 2012 - Envole-Moi (feat. Tal)